# Eretris porphyria
Eretris porphyria är en fjärilsart som beskrevs av Felder 1867. Eretris porphyria ingår i släktet Eretris och familjen praktfjärilar. Inga underarter finns listade i Catalogue of Life.